# Anta de Agualva
L'Anta de Agualva ou Anta do Carrascal est un dolmen situé à Agualva-Cacém, sur le territoire de la municipalité de Sintra (district de Guarda, Portugal),. 
Le mot anta est l'équivalent portugais d'« ante » (pilier terminal d'un temple grec ou romain), mais il est aussi employé pour désigner les pierres d'un dolmen ou le dolmen lui-même. Environ 5 000 structures mégalithiques de ce type ont été construites au Néolithique dans l'ouest de la péninsule Ibérique par les successeurs de la culture de la céramique cardiale ou Cardial.
Il est classé monument national depuis 1910 .

## Historique
Ce monument mégalithique, datant du Néolithique tardif (3 250 av. J.-C.), a été découvert par l'archéologue Carlos Ribeiro (pt) en 1875. Le dolmen a récemment été restauré et peut être facilement visité.

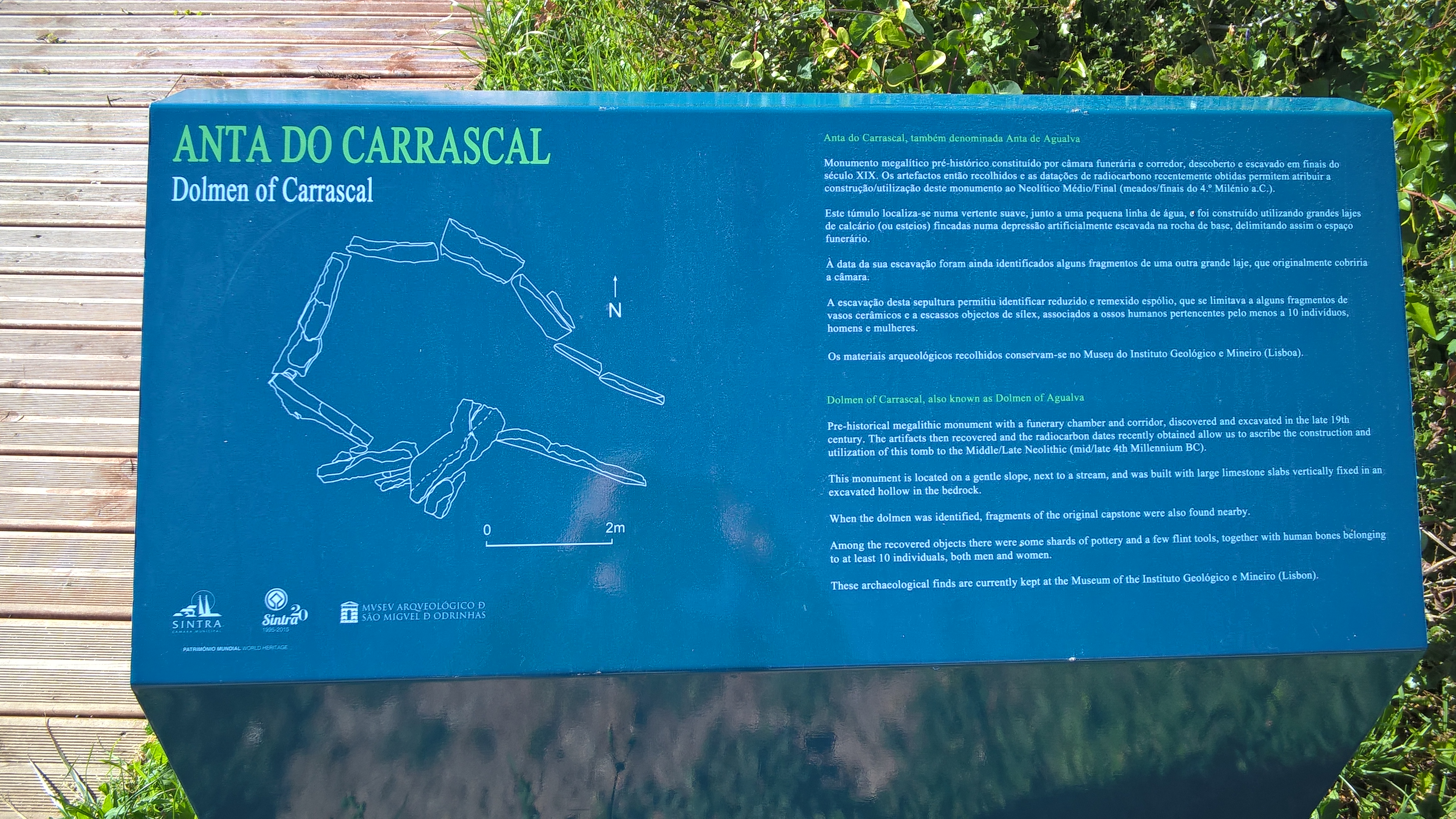

On pense que le dolmen était constitué d'une chambre polygonale de 3,70 × 3,80 m, formée de sept orthostates verticaux, ainsi que d'un couloir d'accès. Trois gros blocs ont également été identifiés, qui pourraient être des fragments de la dalle qui recouvrait la tombe. Quelques fragments archéologiques ont été découverts sur le site et sont aujourd'hui conservés au Musée géologique de Lisbonne (Museu Geológico de Lisboa (pt)), mais beaucoup d'autres auraient été prélevés avant les fouilles de Ribeiro. Les artéfacts recueillis, ainsi que la datation au carbone 14 plus récente, suggèrent que la chambre était utilisée au Néolithique tardif, entre le milieu et la fin du IVe millénaire av. J.-C.. Plus tard, dans la seconde moitié du IIIe millénaire ou au IIe millénaire, d'autres dépôts funéraires pourraient avoir été réalisés dans le couloir d'accès. 
L'Anta de Agualva a été identifiée pour la première fois en 1875 par l'ingénieur militaire et géologue Carlos Ribeiro, qui a fouillé ce site ainsi que plusieurs autres dolmens de la région au nord-est de Lisbonne, tels que l'Anta de Estria, l'Anta de Pedra dos Mouros, l'Anta de Pedras Grandes et l'Anta de Monte Abraão. En 1944, Georg and Vera Leisner (en) ont établi un nouveau plan du monument, similaire à celui de Ribeiro, mais en supposant, dans leur cas, l'existence d'un tumulus important. De nouvelles fouilles ont été menées en 1958 par Veiga Ferreira. 
La conservation du monument a toujours posé des problèmes liés au manque de débroussaillage et à la pression urbaine. En 1994, le Archaeological Museum of São Miguel de Odrinhas (en) a mené une série d'actions pour sauvegarder le monument, notamment le débroussaillage de la zone. En 2004, un parc, baptisé « Jardim da Anta », a été inauguré, intégrant le dolmen à l'aménagement paysager. En 2017, à l'initiative de la mairie de Sintra, des travaux de préservation et de restauration du monument ont été entrepris, et il a été officiellement inauguré en avril de la même année .

## Galerie

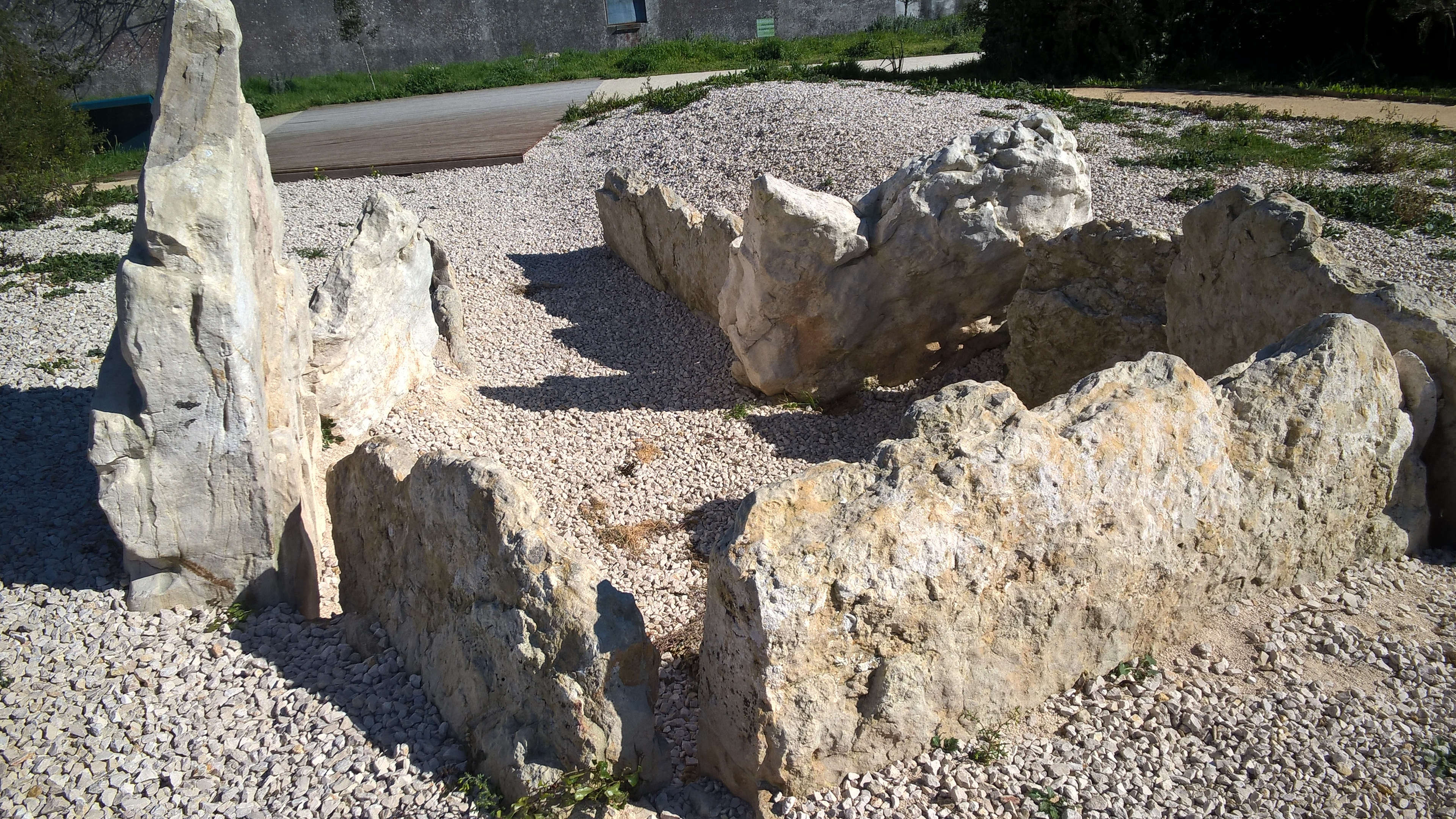
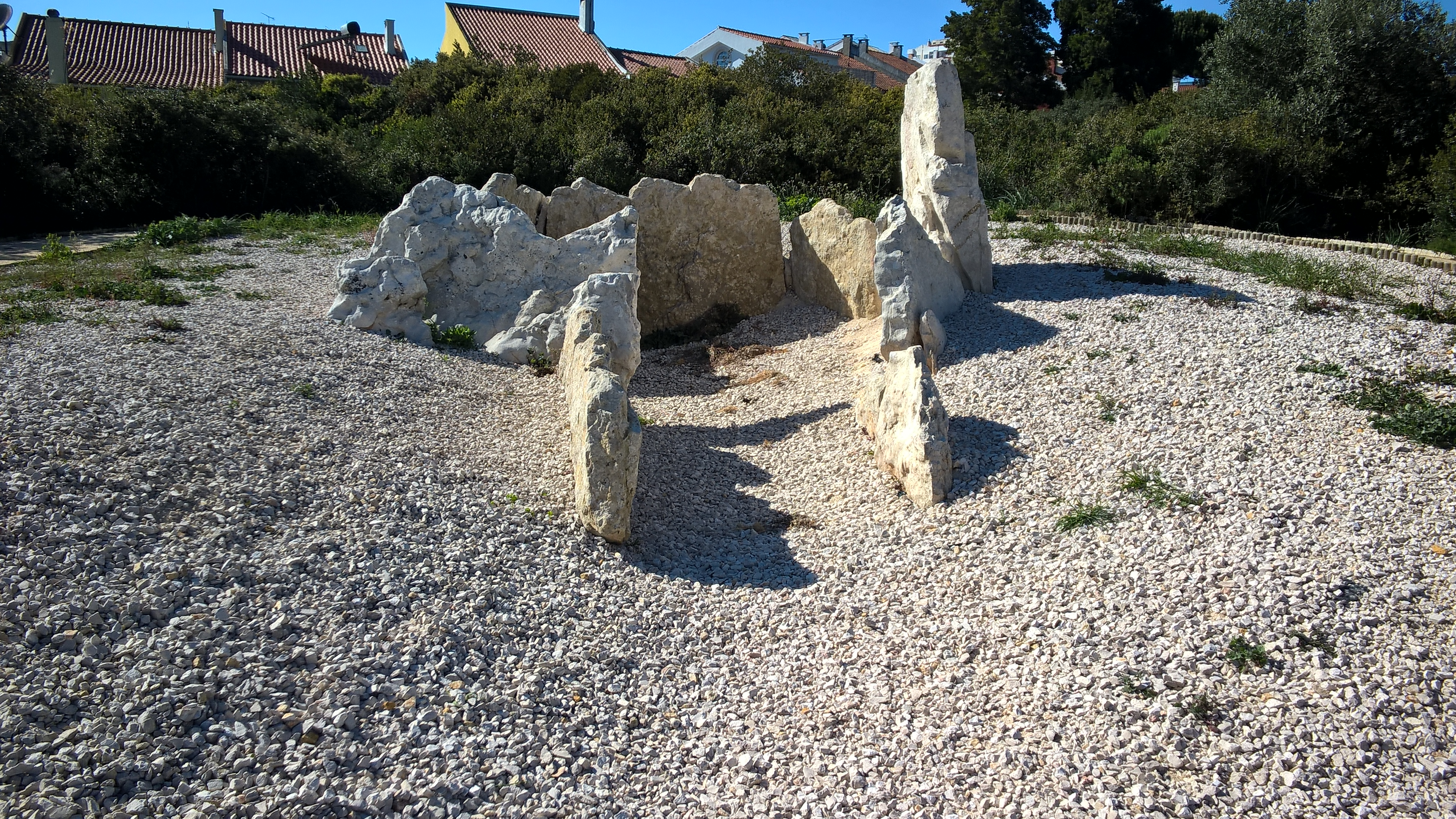